# Bergheim Station
Bergheim Station (Bergheim stoppested) er en tidligere jernbanestation på Bergensbanen, der ligger ved bebyggelsen Bergheim i Nes kommune i Norge.
Stationen åbnede som holdeplads kun med ekspedition af passagerer og gods 20. maj 1913. Den blev nedgraderet til ubemandet trinbræt 1. juli 1956, og 23. maj 1982 ophørte betjeningen med persontog. 7. december 1984 fik den status som fjernstyret krydsningsspor.
Stationsbygningen blev opført i 1913 efter tegninger af arkitekten Harald Kaas, der også tegnede flere andre stationsbygninger på Bergensbanen. Stationsbygningen i Bergheim blev revet ned i 1981.